# Operacja Patrick
Operacja Patrick – operacja Stanów Zjednoczonych w czasie wojny wietnamskiej mająca na celu zapewnienie bezpieczeństwa w prowincji Bình Định. Operacja trwała od 1 do 30 marca 1968 roku i zakończyła się całkowitym powodzeniem.

## Historia
Od września 1967 roku 50 Pułk Piechoty patrolował prowincję Bình Định, wspierając przy tym jednostki południowowietnamskie i koreańskie. Na początku marca 1968 roku 4 Dywizję Piechoty pułkownika Eugena Forrestera rozmieszczono na nizinach nabrzeżnych prowincji.
9 marca 22. pułk 3 Dywizji Ludowej Armii Wietnamu zaatakował bazę wojskową 50. Pułku Piechoty, znajdującą się 2 kilometry na północ od dystryktu Ph Mỹ. Wietnamczycy stracili 36 zabitych i nie odnieśli sukcesu.
15 marca podczas patrolowania obszarów na północ od Ph Mỹ 50 Pułk Piechoty zetknął się z 22 Pułkiem 4 Dywizji Wietnamu Północnego. Żołnierze z 22 Pułku stracili 34 swoich towarzyszy i wycofali się.

### Następstwa
Operacja zakończyła się, kiedy 3 Brygada Stanów Zjednoczonych przeniosła się w region Płaskowyżu Centralnego, aby dołączyć do 4 Dywizji Piechoty oraz gdy 504 Pułk Piechoty rozpoczął Operację Cochise Green.